# Trèves (Gard)
Trèves település Franciaországban, Gard megyében. Lakosainak száma 108 fő (2022. január 1.). Trèves Nant, Saint-Jean-du-Bruel, Causse-Bégon, Dourbies és Lanuéjols községekkel határos.

## Népesség
A település népessége az elmúlt években az alábbi módon változott:
| Lakosok száma | 151  | 129  | 120  | 97   | 125  | 134  | 128  | 113  | 111  | 108  |
|               | 1968 | 1982 | 1990 | 2006 | 2013 | 2015 | 2017 | 2019 | 2020 | 2022 |